# Основно училище „Свети Сава“ (Охрид)
Основно училище „Свети Сава“ (на македонска литературна норма: Основно училиште „Свети Сава“) е историческа училищна сграда в град Охрид, Северна Македония. Сградата е обявена за значимо културно наследство на Република Македония.

## Местоположение
Сградата е разположена в рамките на Самуиловата крепост, на доминантно плато на рида Дебой в махалата Месокастро, близо до „Света Богородица Перивлепта“ и „Св. св. Константин и Елена“.

## История и архитектура
Училището е построено в 1898 – 1899 година в неокласически стил с барокови елементи в ренесансов маниер. Сградата е с приземие, етаж и частично мазе. Постройката е с масивна конструкция със стени от подземието от камък и с изразени фуги, приземие и етаж от тухли с дървена междуетажна конструкция. Покривната конструкция е дървена, като самият покрив е четириводен, покрит със стари плочки и дъсчено уплътнение. Фасадата е със строги геометрични форми с богата декорация. Прозорците са с профилирани венци и триъгълни тимпанони и фризове.
В 1980 година сградата е санирана, като е ремонтиран покривът и са обновени елетрическата и водоснабдителната система. Мазето на сградата е превърнато в резбарска работилница и само това помещение се поддържа след това, тъй като престава да се използва за училищни цели. След 1980 година сградата не се използва постоянно. Повреждат се части от пода и междуетажната конструкция е унищожена. Унищожена е и фасадата на постройката. Освен мазето на сградата, останалата ѝ част е затворена и опасна за посетители, тъй като се руши.